# Cheerleading
Cheerleading je dejavnost, pri kateri udeleženci (imenovani cheerleaderji) navijajo za svojo ekipo kot obliko spodbude. Lahko sega od vzklikanja sloganov do intenzivne telesne dejavnosti. Izvaja se lahko za motiviranje športnih ekip, za zabavo občinstva ali za tekmovanje. Navijaške rutine običajno trajajo od ene do treh minut in vsebujejo komponente premetavanja, plesa, skokov, navijanja in zaostajanja.

## Zgodovina
Cheerleading se je pričel v ZDA v 19. stoletju, kot podpora ostalim športom. Prvotni namen je bil, da vzbuja občinstvo. Izvajal se je na tribuni. Izraz cheerleader naj bi pomenil, da je oseba vodja (leader pomeni »vodja«) oz., da vodi skupino navijačev. V časih so bili cheerleaderji moški in ne ženske. Cheer leading je postal pretežno ženski šport šele v času druge svetovne vojne. V tem času ženske niso smele sodelovat pri visokošolskih športih. Lahko pa so sodelovale v cheer ekipah. Tako se je v cheerleadingu začela uporaba, akrobatike, gimnastike in megafonov.
V Slovenijo je cheerleading vpeljal zavod ŠKL in dr Meta Zagorc. Prvič se je pojavil na tekmah ŠKL in vddaji ŠKL oz. Šolska košarkarska liga leta 1995. Leta 1999 je bila v Sloveniji ustanovljena Zveza navijaških in pom pon skupin, kasneje pa zveza tekmovalnega cheerleadinga CZS oz. Cheerleading zveza Slovenije.

## Splošno
Poznamo 2 zvrsti cheerleadinga: prva je tekmovalni cheerleading oz. all star cheerleading in navijaštvo, pom pon skupine oz. high school cheer(collage).
Točka, ki jo izvajajo cheerleaderji vsebuje različne prvine: dvige, piramide, gimnastiko, skoke(ki jih od leta 2014 več ni v pravilniku). Tekmovalci imajo oblečene drese ali majice ( primerno mora biti za ples, npr. dres za pom pon, majica ali hoodie za hip hop, ...). Pričeska je takšna, kakršno si trenerka zaželi.
Nekaj kategorij:
- pee wee posamezniki (en izvajalec izvaja gimnastiko, ples, skoke..)
- otroške all dekliške skupine (deklice od 1-7 razreda)
- otroške mešane skupine (dečki in deklice od 1-7 razreda)
- mladinski posamezniki
- mladinski ali dekliški skupinski dvigi (5 ali 4 punce izvajajo dvige)
- mladinski mešani skupinski dvigi (5 ali 4 fantov ali punc izvajajo dvige)
- mladinski partnerski dvigi (fant in punca izvajata dvige)
- mladinske mešane skupine (od 7-1letnika)
- mladinske ali dekliške skupine
- članski posamezniki
- članske mešani skupinski dvigi
- članski ali dekliški skupinski dvigi
- članski partnerski dvigi